# 三線雀鯛
三線雀鯛（學名：Pomacentrus  trilineatus），是輻鰭魚綱鱸形目雀鯛科雀鯛屬的其中一種，分布於西印度洋紅海至東非、馬達加斯加海域，深度0至4公尺，體長可達10公分，棲息在近海珊瑚礁及岩礁區，以浮游生物為食，繁殖期時成對出現，雄魚會守護卵直到孵化，生活習性不明。